# 2010년 FIFA 월드컵 G조
2010년 FIFA 월드컵 G조의 경기들은 2010년 6월 15일과 6월 25일 사이에 치러졌다. G조에는 코파 아메리카 우승국 브라질이 속해 있었고, 이들은 조선민주주의인민공화국, 코트디부아르, 그리고 포르투갈을 상대하였다.

## 요약
브라질과 포르투갈은 1966년 FIFA 월드컵에서 같은 조에 편성되어 맞대결을 펼쳤었다. 1966년 대회에서 포르투갈은 브라질을 3-1로 이겨 전 대회 우승국을 탈락시켰고, 이어지는 8강전에서 조선민주주의인민공화국 (또다른 G조의 편성국) 에게 0-3으로 끌려다니다 5-3으로 역전승을 거두었다.
조 1위를 차지한 브라질은 H조에서 2위를 차지한 칠레와 16강에서 만났고, 조별 리그를 2위로 마친 포르투갈은 H조 1위를 차지한 스페인을 상대하게 되었다. 코트디부아르는 조 3위를 차지하였고, 조선민주주의인민공화국은 최하위로 조별 리그를 마쳤다. 골득실차에서 −11를 기록한 조선민주주의인민공화국은 2010년 대회에서 최악의 기록을 낸 국가가 되었는데, 이는 포르투갈을 상대로 0-7 대패를 당한 것이 크게 영향을 주었다; 이 경기는 포르투갈이 FIFA 월드컵 역사상 최다 점수차 승리를 거둔 경기이자, 조선민주주의인민공화국이 최악의 패배를 기록한 경기였다. G조의 경기는 조선민주주의인민공화국이 텔레비전 방송으로 축구를 생중계한 최초의 경기였다.
| 팀           | 전 | 승 | 무 | 패 | 득 | 실 | 차  | 점 |
| ------------ | -- | -- | -- | -- | -- | -- | --- | -- |
| 브라질       | 3  | 2  | 1  | 0  | 5  | 2  | +3  | 7  |
| 포르투갈     | 3  | 1  | 2  | 0  | 7  | 0  | +7  | 5  |
| 코트디부아르 | 3  | 1  | 1  | 1  | 4  | 3  | +1  | 4  |
| 북한         | 3  | 0  | 0  | 3  | 1  | 12 | −11 | 0  |

- 모든 시간은 남아프리카 표준시를 따른다. (UTC+2)

## 코트디부아르 vs 포르투갈
코트디부아르는 대회를 앞두고 친선전에서 자뼈 부상을 당한 디디에 드로그바를 선발에서 제외한 채 경기를 시작하였다. 양쪽이 0-0으로 균형을 이루는 가운데, 드로그바가 부상을 무릅쓰고 출전했으나, 승부에 쐐기를 박지 못한 채, 양팀은 어느 수확도 거두지 못한 채 첫 경기를 마쳤다.
| 코트디부아르 | 0 – 0  | 포르투갈 |
| ------------ | ------ | -------- |
|              | 리포트 |          |

| 코트디부아르 | 포르투갈 |

| GK               | 1  | 부바카르 바리    |     |     |
| RB               | 20 | 기 드멜          | 21′ |     |
| CB               | 4  | 콜로 투레 (주장) |     |     |
| CB               | 5  | 디디에 조코라    | 7′  |     |
| LB               | 17 | 시아카 티에네    |     |     |
| DM               | 19 | 야야 투레        |     |     |
| CM               | 21 | 에마뉘엘 에부에  |     | 89′ |
| CM               | 9  | 셰이크 티오테    |     |     |
| RW               | 10 | 제르비뉴         |     | 82′ |
| LW               | 8  | 살로몽 칼루      |     | 66′ |
| CF               | 15 | 아뤼나 댕단      |     |     |
| 교체 선수:       |    |                  |     |     |
| FW               | 11 | 디디에 드로그바  |     | 66′ |
| MF               | 18 | 카데르 케이타    |     | 82′ |
| MF               | 13 | 로마리크         |     | 89′ |
| 감독:            |    |                  |     |     |
| 스벤-예란 에릭손 |    |                  |     |     |

| GK                | 1  | 에두아르두                 |     |     |
| RB                | 3  | 파울루 페헤이라            |     |     |
| CB                | 2  | 브루누 알베스              |     |     |
| CB                | 6  | 히카르두 카르발류          |     |     |
| LB                | 23 | 파비우 코엔트랑            |     |     |
| DM                | 8  | 페드루 멘드스              |     |     |
| CM                | 20 | 데쿠                       |     | 62′ |
| CM                | 16 | 하울 메이렐르스            |     | 85′ |
| RW                | 7  | 크리스티아누 호날두 (주장) | 21′ |     |
| LW                | 10 | 다니                       |     | 55′ |
| CF                | 9  | 리에드송                   |     |     |
| 교체 선수:        |    |                            |     |     |
| FW                | 11 | 시망                       |     | 55′ |
| MF                | 19 | 티아구                     |     | 62′ |
| MF                | 17 | 후벵 아모링                |     | 85′ |
| 감독:             |    |                            |     |     |
| 카를루스 케이로스 |    |                            |     |     |

| 최우수 선수: 크리스티아누 호날두 (포르투갈) 부심: 마우리시오 에스피노사 (우루과이) 파블로 판디노 (우루과이) 대기심: 마르틴 바스케스 (우루과이) 후보 대기심: 미겔 니에바스 (우루과이) |

## 브라질 vs 조선민주주의인민공화국
브라질은 조선민주주의인민공화국의 수비를 돌파하기까지 55분이 걸렸다. 마이콩의 선제골에 이어 일라누가 쐐기골을 넣었다. 지윤남에게 만회골을 실점하였으나, 브라질은 남은 시간동안 1골을 잘 지켜내어 승점 3점을 획득하였다.

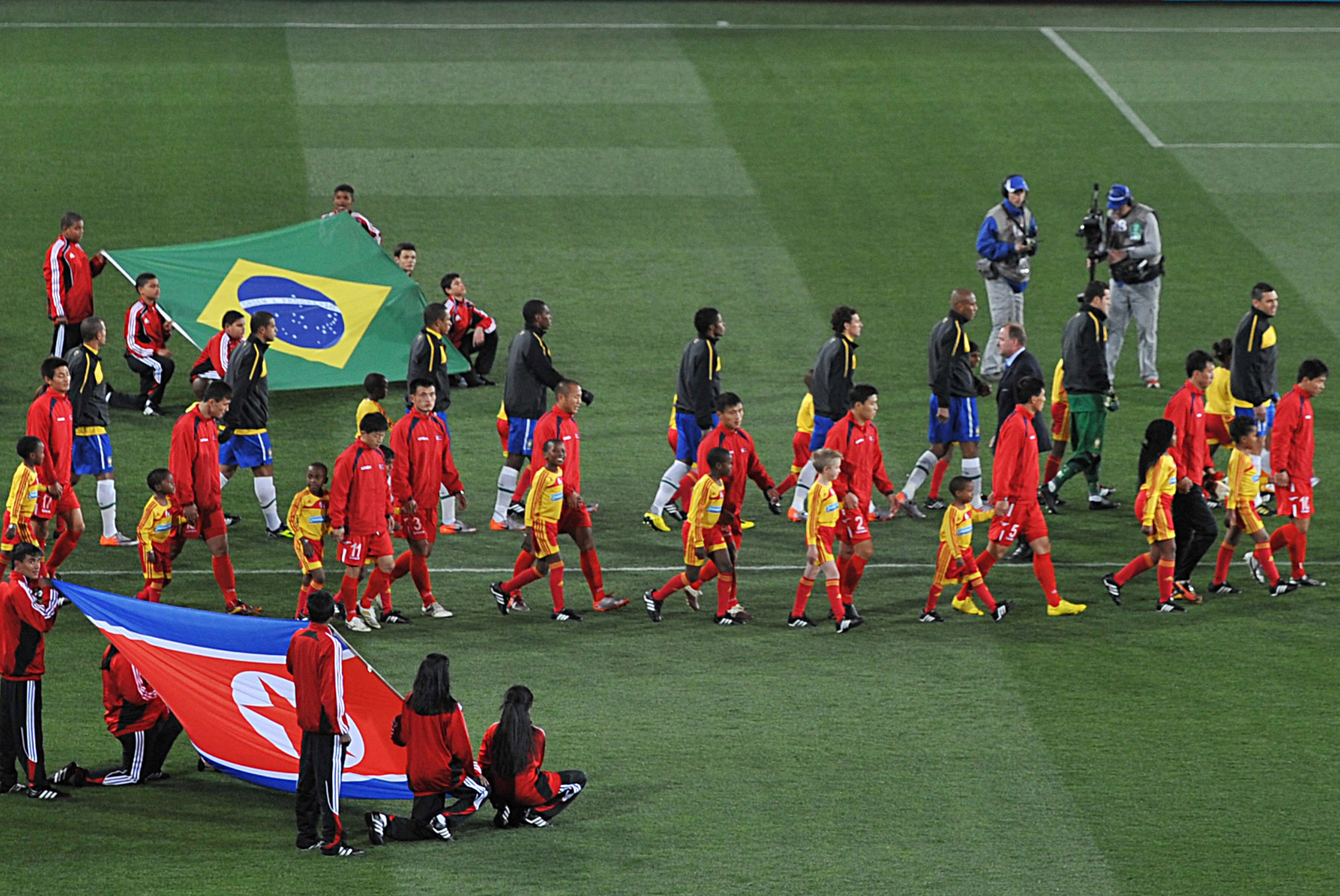
경기장을 입장하는 양팀 선수들

| 브라질                  | 2 – 1  | 조선민주주의인민공화국 |
| ----------------------- | ------ | ---------------------- |
| 마이콩 55′ · 일라누 72′ | 리포트 | 지윤남 89′             |

| 브라질 | 조선민주주의인민공화국 |

| GK         | 1  | 줄리우 세자르     |     |     |
| RB         | 2  | 마이콩            |     |     |
| CB         | 3  | 루시우 (주장)     |     |     |
| CB         | 4  | 주앙              |     |     |
| LB         | 6  | 미셰우 바스투스   |     |     |
| DM         | 8  | 지우베르투 시우바 |     |     |
| CM         | 7  | 일라누            |     | 73′ |
| CM         | 5  | 펠리피 멜루       |     | 84′ |
| AM         | 10 | 카카              |     | 78′ |
| SS         | 11 | 호비뉴            |     |     |
| CF         | 9  | 루이스 파비아누   |     |     |
| 교체 선수: |    |                   |     |     |
| DF         | 13 | 다니 아우베스     |     | 73′ |
| FW         | 21 | 니우마르          |     | 78′ |
| MF         | 18 | 하미리스          | 88′ | 84′ |
| 감독:      |    |                   |     |     |
| 둥가       |    |                   |     |     |

| GK         | 1  | 리명국        |  |     |
| RB         | 2  | 차정혁        |  |     |
| CB         | 13 | 박철진        |  |     |
| CB         | 4  | 박남철        |  |     |
| LB         | 5  | 리광천        |  |     |
| DM         | 3  | 리준일        |  |     |
| RM         | 11 | 문인국        |  | 80′ |
| LM         | 8  | 지윤남        |  |     |
| AM         | 10 | 홍영조 (주장) |  |     |
| AM         | 17 | 안영학        |  |     |
| CF         | 9  | 정대세        |  |     |
| 교체 선수: |    |               |  |     |
| FW         | 6  | 김금일        |  | 80′ |
| 감독:      |    |               |  |     |
| 김정훈     |    |               |  |     |

| 최우수 선수: 마이콩 (브라질) 부심: 바모시 티보르 (헝가리) 에뢰시 가보르 (헝가리) 대기심: 숩키딘 모드 살레 (말레이시아) 후보 대기심: 무 유신 (중화인민공화국) |

## 브라질 vs 코트디부아르
브라질은 루이스 파비아누의 선제골로 전반전을 1-0으로 마쳤다. 후반전이 시작된지 얼마 안되어서 파비아누가 또다시 득점을 올렸는데, 공을 두번 손으로 만져서 논란을 야기했다. 이후 브라질은 일라누의 3번째 골로 승기를 잡았다. 코트디부아르는 디디에 드로그바의 골로 격차를 2골로 줄였지만 브라질을 추격하기에는 너무 늦었고 경기는 3-1 브라질의 승리로 종료되었다. 2연승을 거둔 브라질은 네덜란드에 이어 두번째로 다음 라운드 진출에 성공했다. 브라질의 미드필더 카카는 막판에 카데르 케이타와의 충돌로 퇴장당하였다. 되돌려보기를 통해 케이타가 고의로 카카의 어깨에 부딪치고 얼굴의 부여잡은 채 경기장에 쓰러져 카카의 퇴장을 유도한 것이 밝혀졌다.

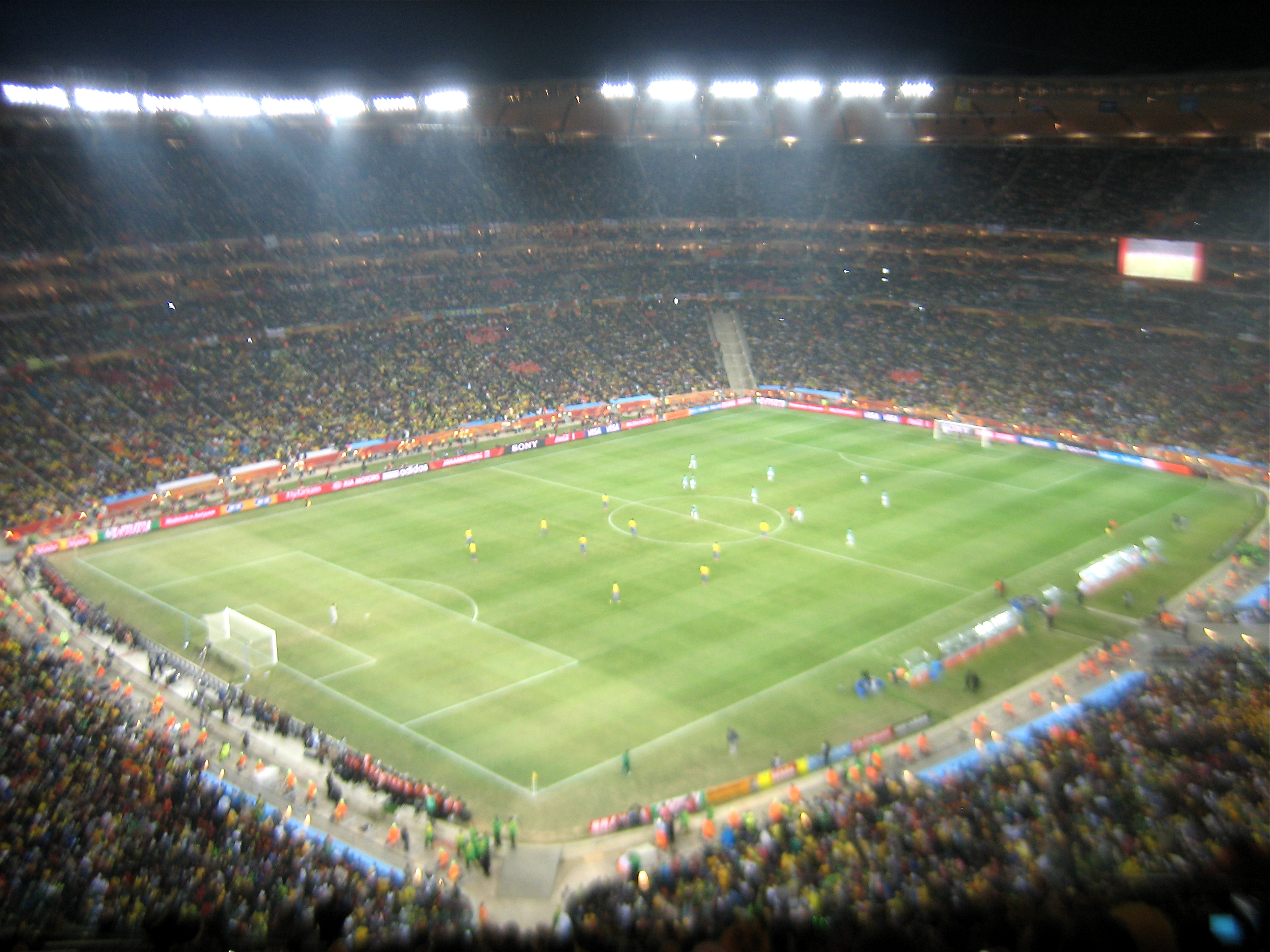
경기 직전의 사커 시티

| 브라질                                | 3 – 1  | 코트디부아르 |
| ------------------------------------- | ------ | ------------ |
| 루이스 파비아누 25′, 50′ · 일라누 62′ | 리포트 | 79′ 드로그바 |

| 브라질 | 코트디부아르 |

| GK         | 1  | 줄리우 세자르     |         |       |
| RB         | 2  | 마이콩            |         |       |
| CB         | 3  | 루시우 (주장)     |         |       |
| CB         | 4  | 주앙              |         |       |
| LB         | 6  | 미셰우 바스투스   |         |       |
| DM         | 8  | 지우베르투 시우바 |         |       |
| RM         | 7  | 일라누            |         | 67′   |
| LM         | 5  | 펠리피 멜루       |         |       |
| AM         | 10 | 카카              | 85′ 88′ |       |
| SS         | 11 | 호비뉴            |         | 90+3′ |
| CF         | 9  | 루이스 파비아누   |         |       |
| 교체 선수: |    |                   |         |       |
| DF         | 13 | 다니 아우베스     |         | 67′   |
| MF         | 18 | 하미리스          |         | 90+3′ |
| 교체 선수: |    |                   |         |       |
| 둥가       |    |                   |         |       |

| GK               | 1  | 부바카르 바리          |     |     |
| RB               | 20 | 기 드멜                |     |     |
| CB               | 4  | 콜로 투레              |     |     |
| CB               | 5  | 디디에 조코라          |     |     |
| LB               | 17 | 시아카 티에네          | 31′ |     |
| DM               | 19 | 야야 투레              |     |     |
| CM               | 21 | 에마뉘엘 에부에        |     | 72′ |
| CM               | 9  | 셰이크 티오테          | 86′ |     |
| RW               | 15 | 아뤼나 댕단            |     | 54′ |
| LW               | 8  | 살로몽 칼루            |     | 68′ |
| CF               | 11 | 디디에 드로그바 (주장) |     |     |
| 교체 선수:       |    |                        |     |     |
| FW               | 10 | 제르비뉴               |     | 54′ |
| MF               | 18 | 카데르 케이타          | 75′ | 68′ |
| MF               | 13 | 로마리크               |     | 72′ |
| 감독:            |    |                        |     |     |
| 스벤-예란 에릭손 |    |                        |     |     |

| 최우수 선수: 루이스 파비아누 (브라질) 부심: 에리크 당솔 (프랑스) 로랑 위고 (프랑스) 대기심: 숩키딘 모드 살레 (말레이시아) 후보 대기심: 무 유신 (중화인민공화국) |

## 포르투갈 vs 조선민주주의인민공화국
| 포르투갈                                                                               | 7 – 0  | 조선민주주의인민공화국 |

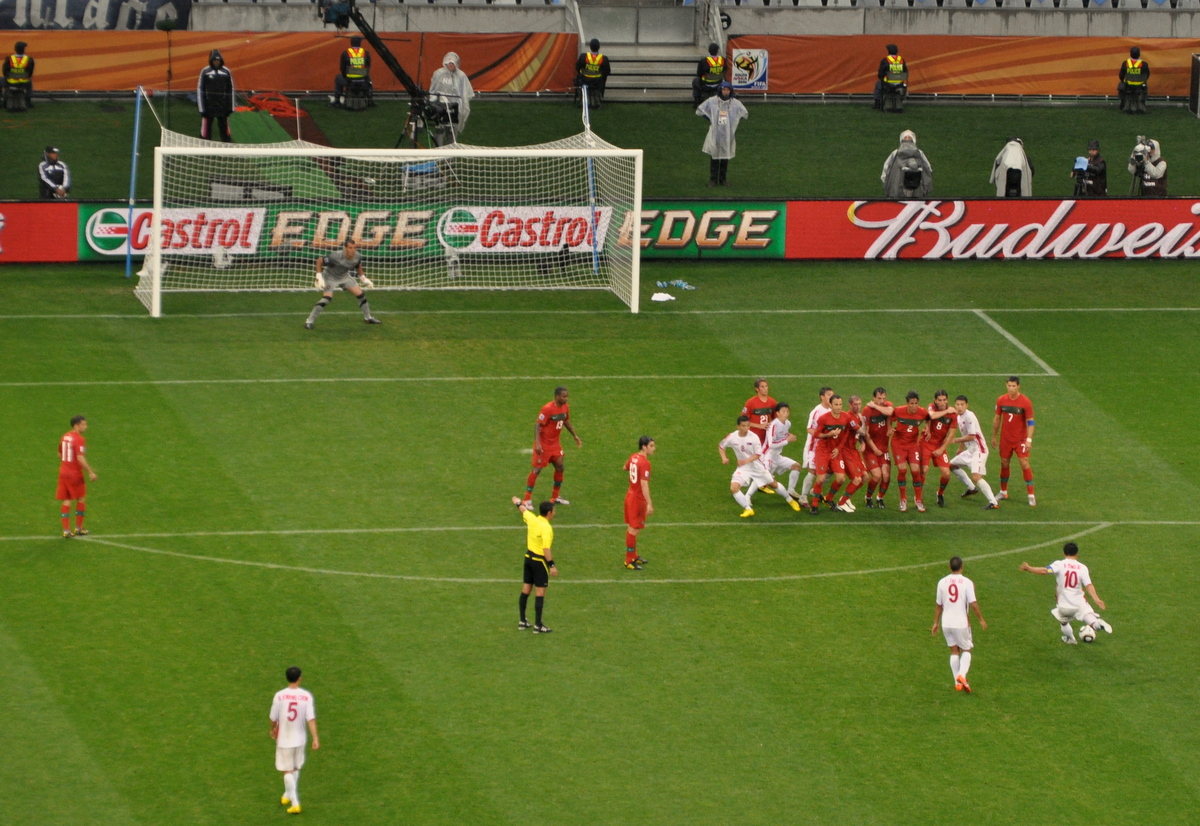
프리킥을 차는 조선민주주의인민공화국 선수

| -------------------------------------------------------------------------------------- | ------ | ---------------------- |
| 메이렐르스 29′ · 시망 53′ · 알메이다 56′ · 티아구 60′, 89′ · 리에드송 81′ · 호날두 87′ | 리포트 |                        |

| 포르투갈 | 조선민주주의인민공화국 |

| GK                | 1  | 에두아르두                 |     |     |
| RB                | 13 | 미겔                       |     |     |
| CB                | 6  | 히카르두 카르발류          |     |     |
| CB                | 2  | 브루누 알베스              |     |     |
| LB                | 23 | 파비우 코엔트랑            |     |     |
| DM                | 8  | 페드루 멘드스              | 38′ |     |
| CM                | 19 | 티아구                     |     |     |
| CM                | 16 | 하울 메이렐르스            |     | 70′ |
| RW                | 7  | 크리스티아누 호날두 (주장) |     |     |
| LW                | 11 | 시망                       |     | 74′ |
| CF                | 18 | 우구 알메이다              | 70′ | 77′ |
| 교체 선수:        |    |                            |     |     |
| MF                | 14 | 미겔 벨로주                |     | 70′ |
| DF                | 5  | 두다                       |     | 74′ |
| FW                | 9  | 리에드송                   |     | 77′ |
| 감독:             |    |                            |     |     |
| 카를루스 케이로스 |    |                            |     |     |

| GK         | 1  | 리명국        |     |     |
| RB         | 2  | 차정혁        |     | 75′ |
| CB         | 13 | 박철진        | 32′ |     |
| CB         | 3  | 리준일        |     |     |
| CB         | 8  | 지윤남        |     |     |
| LB         | 5  | 리광천        |     |     |
| DM         | 17 | 안영학        |     |     |
| RM         | 11 | 문인국        |     | 58′ |
| CM         | 4  | 박남철        |     | 58′ |
| LM         | 10 | 홍영조 (주장) | 47′ |     |
| CF         | 9  | 정대세        |     |     |
| 교체 선수: |    |               |     |     |
| FW         | 6  | 김금일        |     | 58′ |
| MF         | 15 | 김영준        |     | 58′ |
| DF         | 16 | 남성철        |     | 75′ |
| 감독:      |    |               |     |     |
| 김정훈     |    |               |     |     |

| 최우수 선수: 크리스티아누 호날두 (포르투갈) 부심: 프란시스코 몬드리아 (칠레) 파트리시오 바수알토 (칠레) 대기심: 제롬 데이먼 (남아프리카 공화국) 후보 대기심: 에노크 몰레페 (남아프리카 공화국) |

## 포르투갈 vs 브라질
전 라운드에서 다음 라운드 진출을 확정 지은 브라질이나, 포르투갈을 상대로한 최종전에서도 주전 선수들을 대거 선발로 기용하였다. 그러나, 브라질은 포르투갈의 수비를 뚫는데 실패하면서 득점 없이 비겼다. 포르투갈은 이 대회의 조별 리그에 참가한 모든 팀을 통틀어 3경기를 모두 무실점으로 마친 유일한 팀이다.

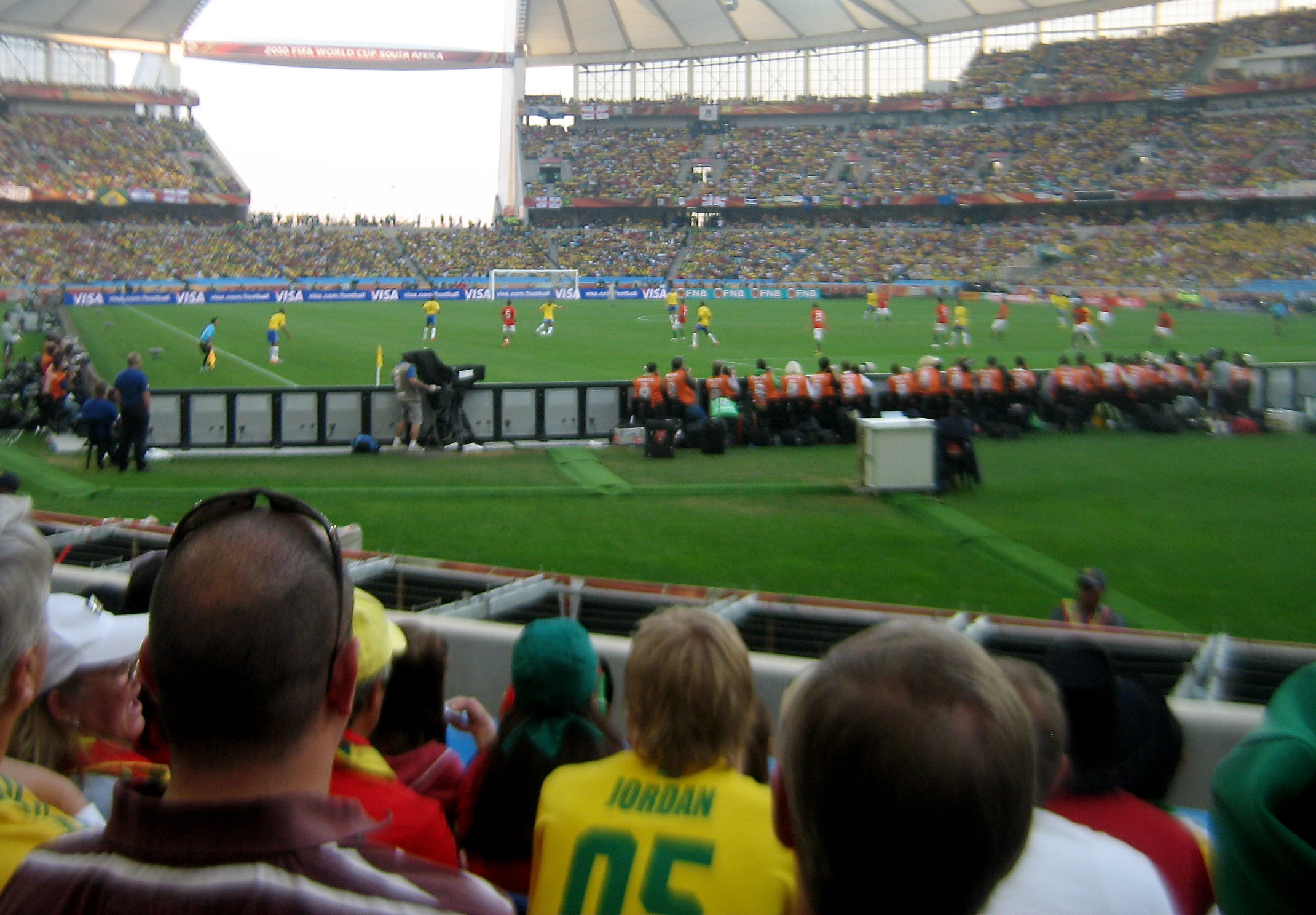
브라질과 포르투갈간 경기의 한 장면

| 포르투갈 | 0 – 0  | 브라질 |
| -------- | ------ | ------ |
|          | 리포트 |        |

| 포르투갈 | 브라질 |

| GK                | 1  | 에두아르두                 |     |     |
| RB                | 21 | 히카르두 코스타            |     |     |
| CB                | 6  | 히카르두 카르발류          |     |     |
| CB                | 2  | 브루누 알베스              |     |     |
| LB                | 5  | 두다                       | 25′ | 54′ |
| DM                | 15 | 페페                       | 40′ | 64′ |
| CM                | 19 | 티아구                     | 31′ |     |
| CM                | 16 | 하울 메이렐르스            |     | 84′ |
| RW                | 10 | 다니                       |     |     |
| LW                | 23 | 파비우 코엔트랑            | 45′ |     |
| CF                | 7  | 크리스티아누 호날두 (주장) |     |     |
| 교체 선수:        |    |                            |     |     |
| MF                | 11 | 시망                       |     | 54′ |
| MF                | 8  | 페드루 멘드스              |     | 64′ |
| MF                | 14 | 미겔 벨로주                |     | 84′ |
| 감독:             |    |                            |     |     |
| 카를루스 케이로스 |    |                            |     |     |

| GK         | 1  | 줄리우 세자르     |     |     |
| RB         | 2  | 마이콩            |     |     |
| CB         | 3  | 루시우 (주장)     |     |     |
| CB         | 4  | 주앙              | 25′ |     |
| LB         | 6  | 미셰우 바스투스   |     |     |
| DM         | 8  | 지우베르투 시우바 |     |     |
| RM         | 13 | 다니 아우베스     |     |     |
| LM         | 5  | 펠리피 멜루       | 43′ | 44′ |
| RF         | 21 | 니우마르          |     |     |
| CF         | 19 | 줄리우 바프티스타 |     | 82′ |
| LF         | 9  | 루이스 파비아누   | 15′ | 85′ |
| 교체 선수: |    |                   |     |     |
| MF         | 17 | 조주에            |     | 44′ |
| MF         | 18 | 하미리스          |     | 82′ |
| FW         | 23 | 그라피치          |     | 85′ |
| 감독:      |    |                   |     |     |
| 둥가       |    |                   |     |     |

| 최우수 선수: 크리스티아누 호날두 (포르투갈) 부심: 마르빈 토렌테라 (멕시코) 엑토르 베르가라 (캐나다) 대기심: 피터 오리어리 (뉴질랜드) 후보 대기심: 브렌트 베스트 (뉴질랜드) |

## 조선민주주의인민공화국 vs 코트디부아르
다음 라운드 진출을 위해 브라질이 포르투갈을 이기고, 포르투갈 이상의 점수로 조선민주주의인민공화국을 이겨야 하는 코트디부아르는 처음부터 적극적인 공세를 펼쳤고, 20분만에 야야 투레와 로마리크의 연속골을 터뜨렸다. 그러나, 이후 더 많은 골이 터지지 않았고, 살로몽 칼루가 코트디부아르의 3번째 골을 넣었으나, 9골차 골득실을 뒤집기에는 역부족이었고, 설상가상으로 브라질과 포르투갈이 비기면서 코트디부아르는 다음 라운드 진출에 실패하였다.
| 조선민주주의인민공화국 | 0 – 3  | 코트디부아르                          |
| ---------------------- | ------ | ------------------------------------- |
|                        | 리포트 | 14′ Y. 투레 · 20′ 로마리크 · 82′ 칼루 |

| 조선민주주의인민공화국 | 코트디부아르 |

| GK         | 1  | 리명국        |  |     |
| SW         | 3  | 리준일        |  |     |
| RB         | 2  | 차정혁        |  |     |
| CB         | 13 | 박철진        |  |     |
| CB         | 8  | 지윤남        |  |     |
| LB         | 5  | 리광천        |  |     |
| RM         | 10 | 홍영조 (주장) |  |     |
| CM         | 17 | 안영학        |  |     |
| CM         | 4  | 박남철        |  |     |
| LM         | 11 | 문인국        |  | 67′ |
| CF         | 9  | 정대세        |  |     |
| 교체 선수: |    |               |  |     |
| FW         | 12 | 최금철        |  | 67′ |
| 감독:      |    |               |  |     |
| 김정훈     |    |               |  |     |

| GK               | 1  | 부바카르 바리          |  |     |
| RB               | 21 | 에마뉘엘 에부에        |  |     |
| CB               | 4  | 콜로 투레              |  |     |
| CB               | 5  | 디디에 조코라          |  |     |
| LB               | 3  | 아르튀르 보카          |  |     |
| DM               | 19 | 야야 투레              |  |     |
| CM               | 13 | 로마리크               |  | 79′ |
| CM               | 9  | 셰이크 티오테          |  |     |
| RW               | 18 | 카데르 케이타          |  | 64′ |
| LW               | 10 | 제르비뉴               |  | 64′ |
| CF               | 11 | 디디에 드로그바 (주장) |  |     |
| 교체 선수:       |    |                        |  |     |
| FW               | 8  | 살로몽 칼루            |  | 64′ |
| FW               | 15 | 아뤼나 댕단            |  | 64′ |
| FW               | 7  | 세이두 둠비아          |  | 79′ |
| 감독:            |    |                        |  |     |
| 스벤-예란 에릭손 |    |                        |  |     |

| 최우수 선수: 디디에 드로그바 (코트디부아르) 부심: 후안 카를로스 유스테 히메네스 (스페인) 페르민 마르티네스 이바네스 (스페인) 대기심: 마시모 부사카 (스위스) 후보 대기심: 마티아스 아네트 (스위스) |

## 같이 보기
- 브라질의 FIFA 월드컵 성적
- 조선민주주의인민공화국의 FIFA 월드컵 성적